# Site Gunfire Brasschaat-Museum
Het Site Gunfire Brasschaat-Museum is een museum in de Belgische gemeente Brasschaat. Het ontstond als gevolg van het transitieplan van 2004 toen de Defensie van België militaria in de maintenanceloodsen van het Licht Vliegwezen, vlak bij het militair vliegveld Brasschaat samenbracht. Ze waren afkomstig uit het toenmalige "artilleriemuseum" van de Artillerieschool Brasschaat en een groot gedeelte van het depot van het Koninklijk Museum van het Leger en de Krijgsgeschiedenis uit de redoute van Kapellen.

## Collectie
Het museum toont voertuigen en militaria die voor het grootste deel gebruikt werden door de Belgische strijdkrachten in Duitsland. Er zijn wapens te zien van de veldartillerie, luchtdoelartillerie, infanterie, cavalerie (tanks en verkenningseenheden), genie en logistieke eenheden. De verzameling bevat stukken van voor de Eerste Wereldoorlog en uit het interbellum. Het gros is afkomstig uit de periode die men kent als de Koude Oorlogperiode.

## Galerij

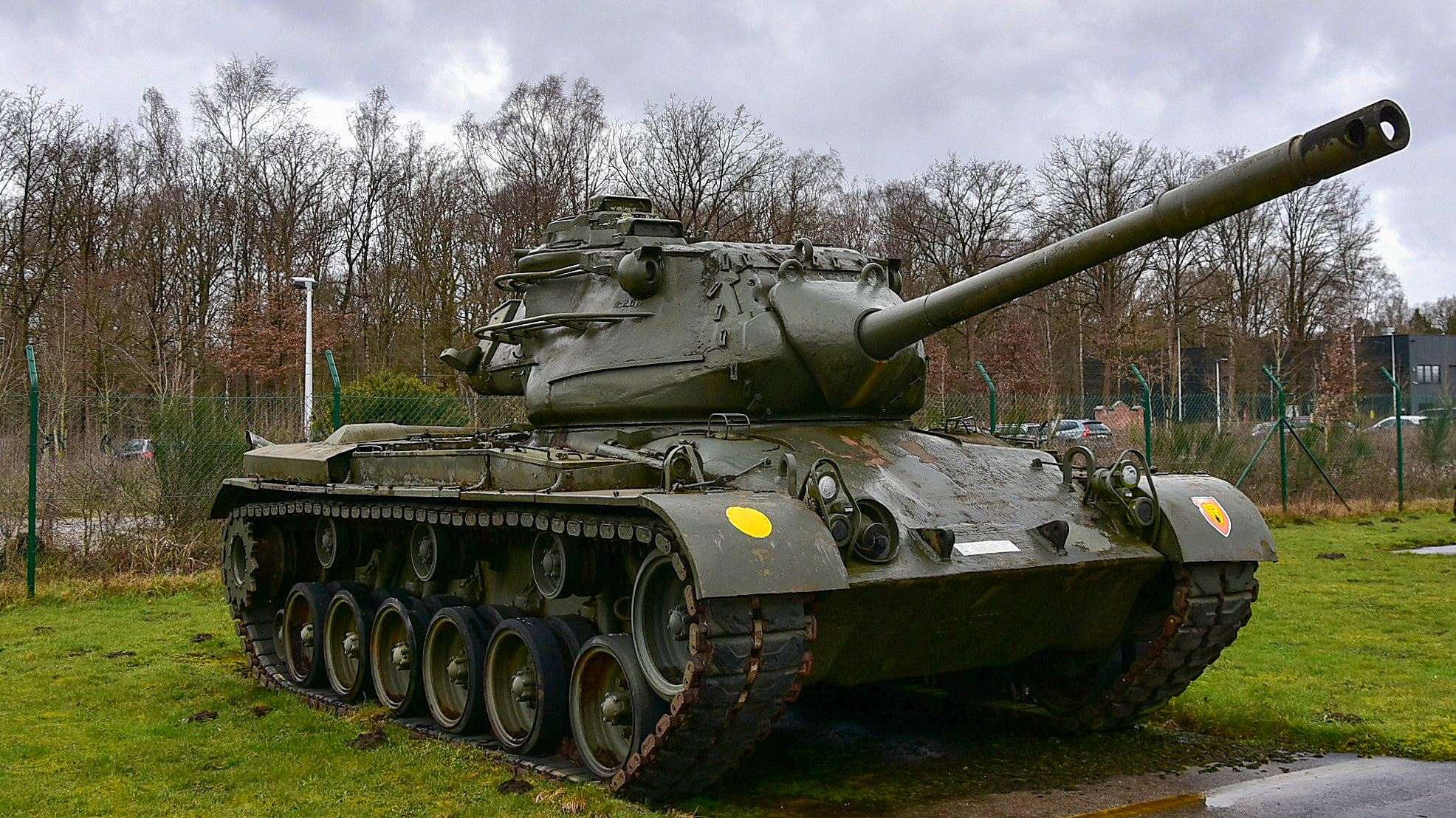
M47 Patton II
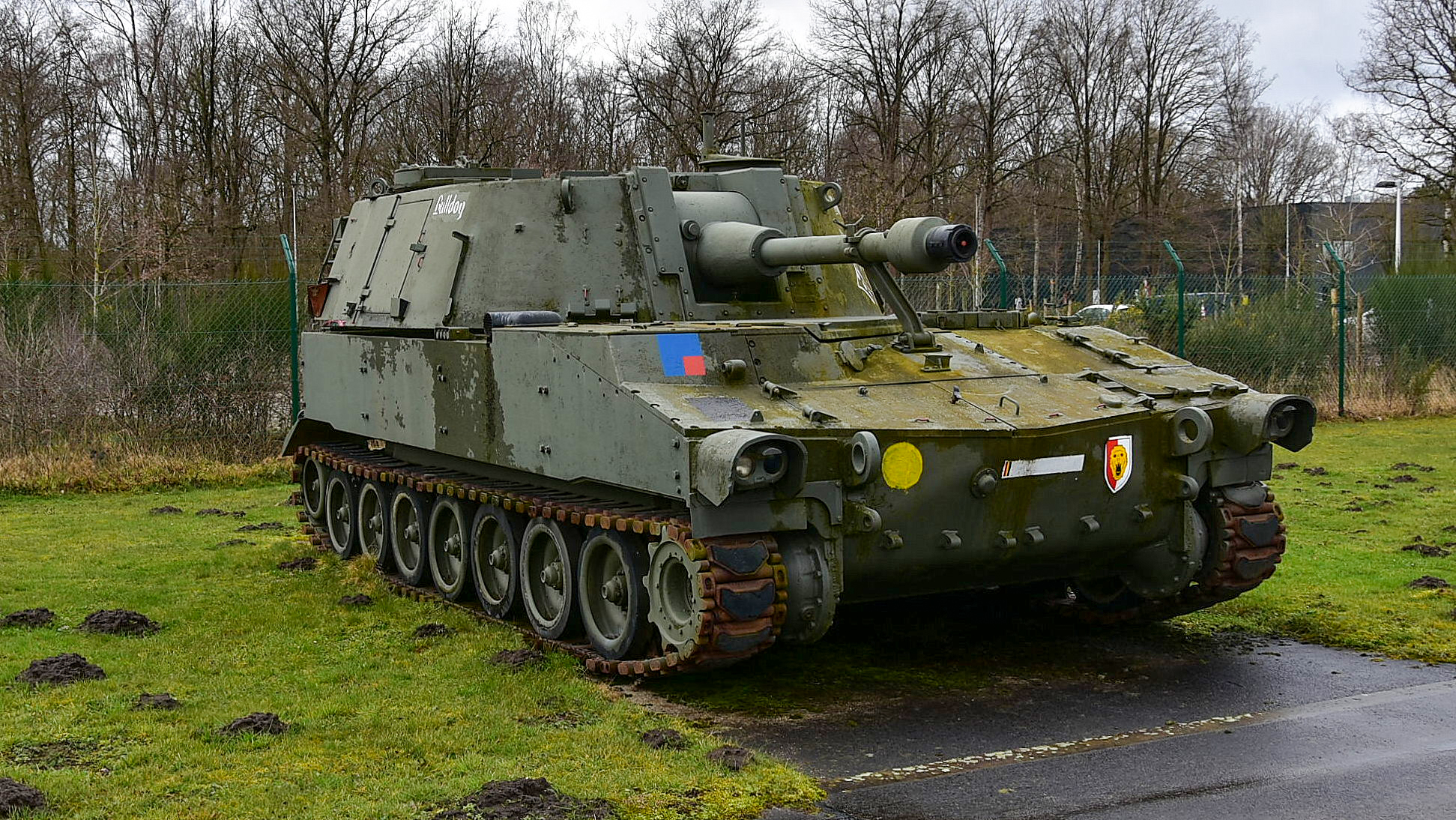
M108-houwitser
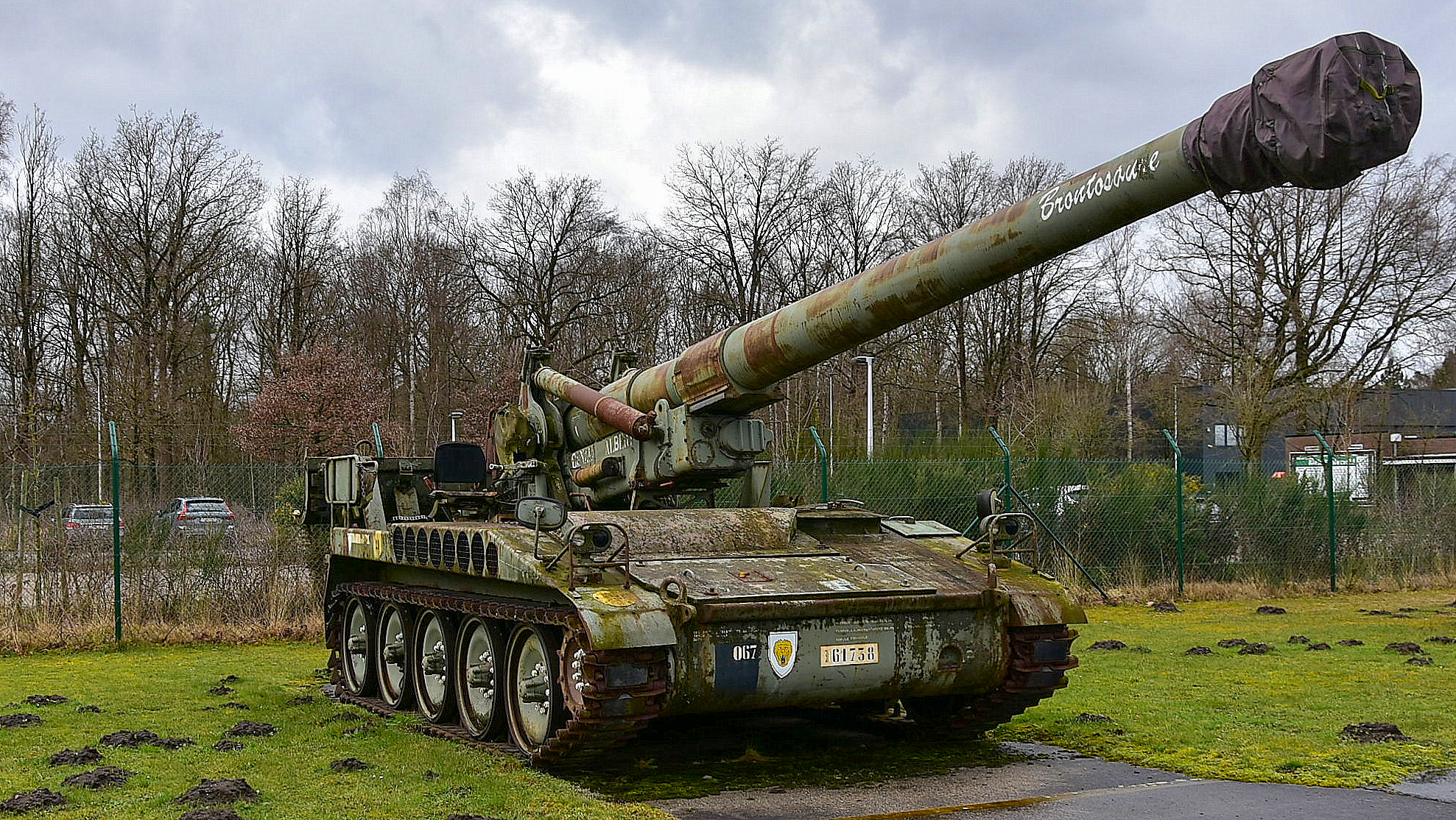
M107/M110 houwitser
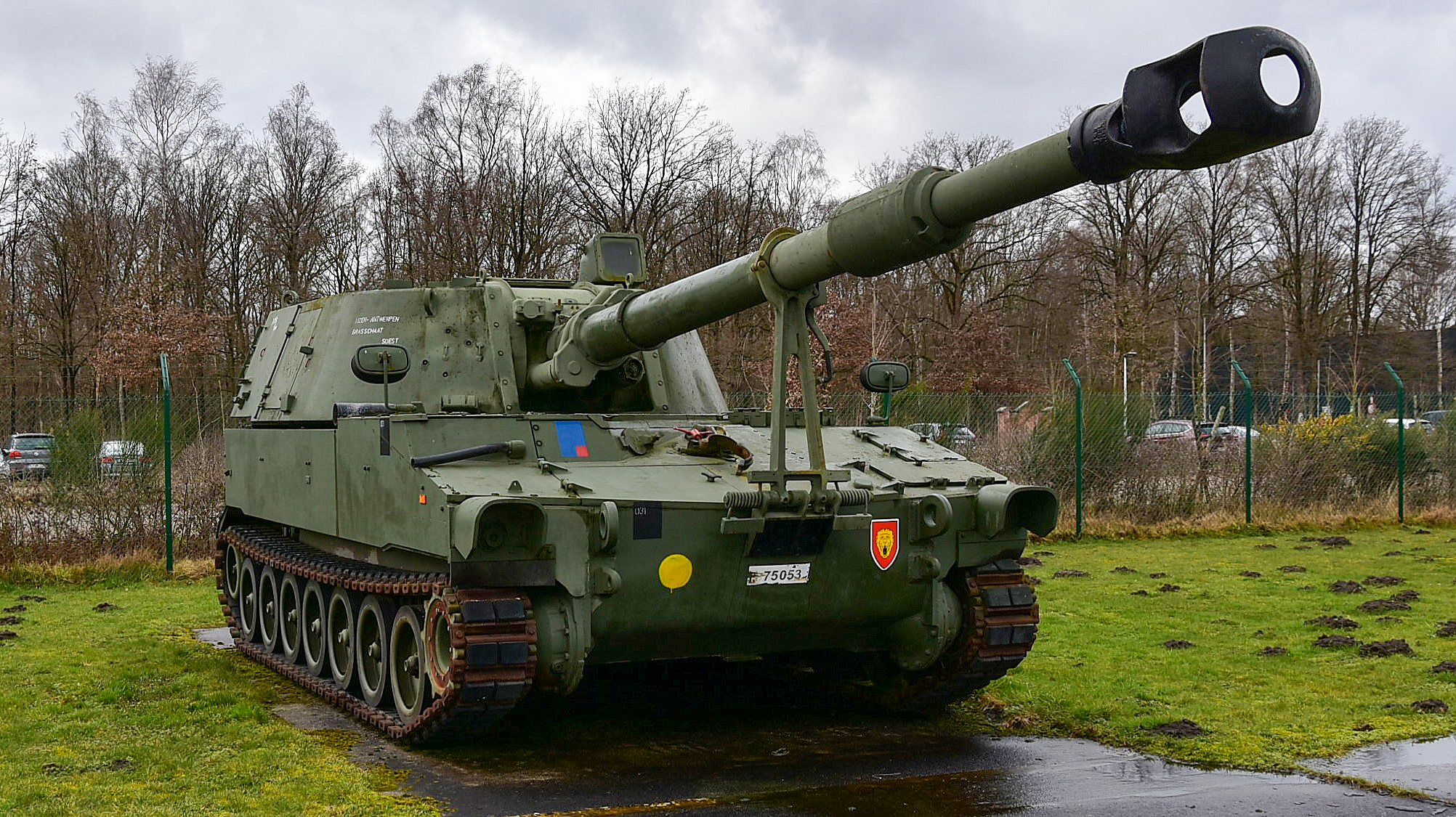
M109-houwitser A2 155 mm
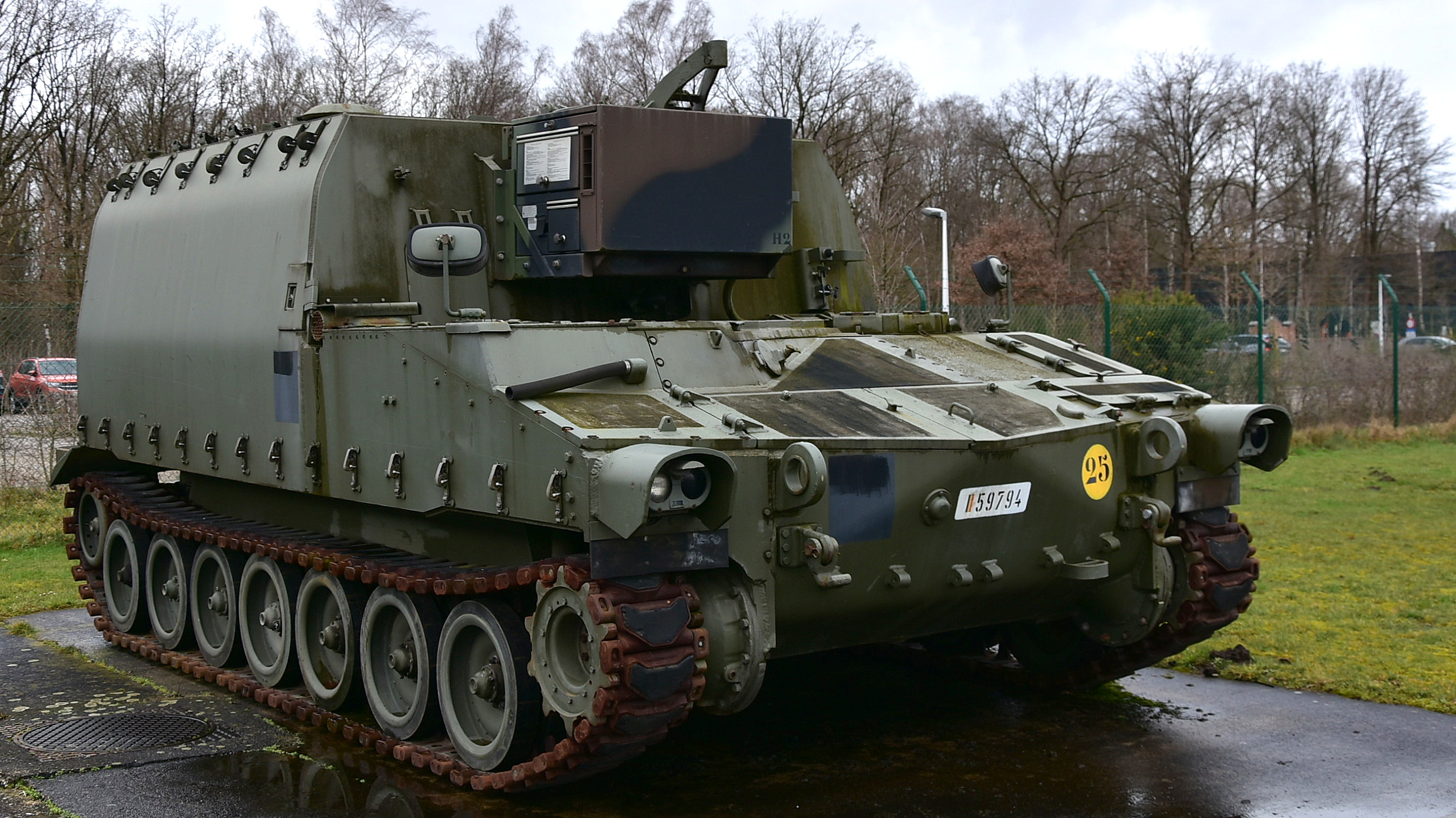
VBCL (gepantserd commando- en verbindingsvoertuig)
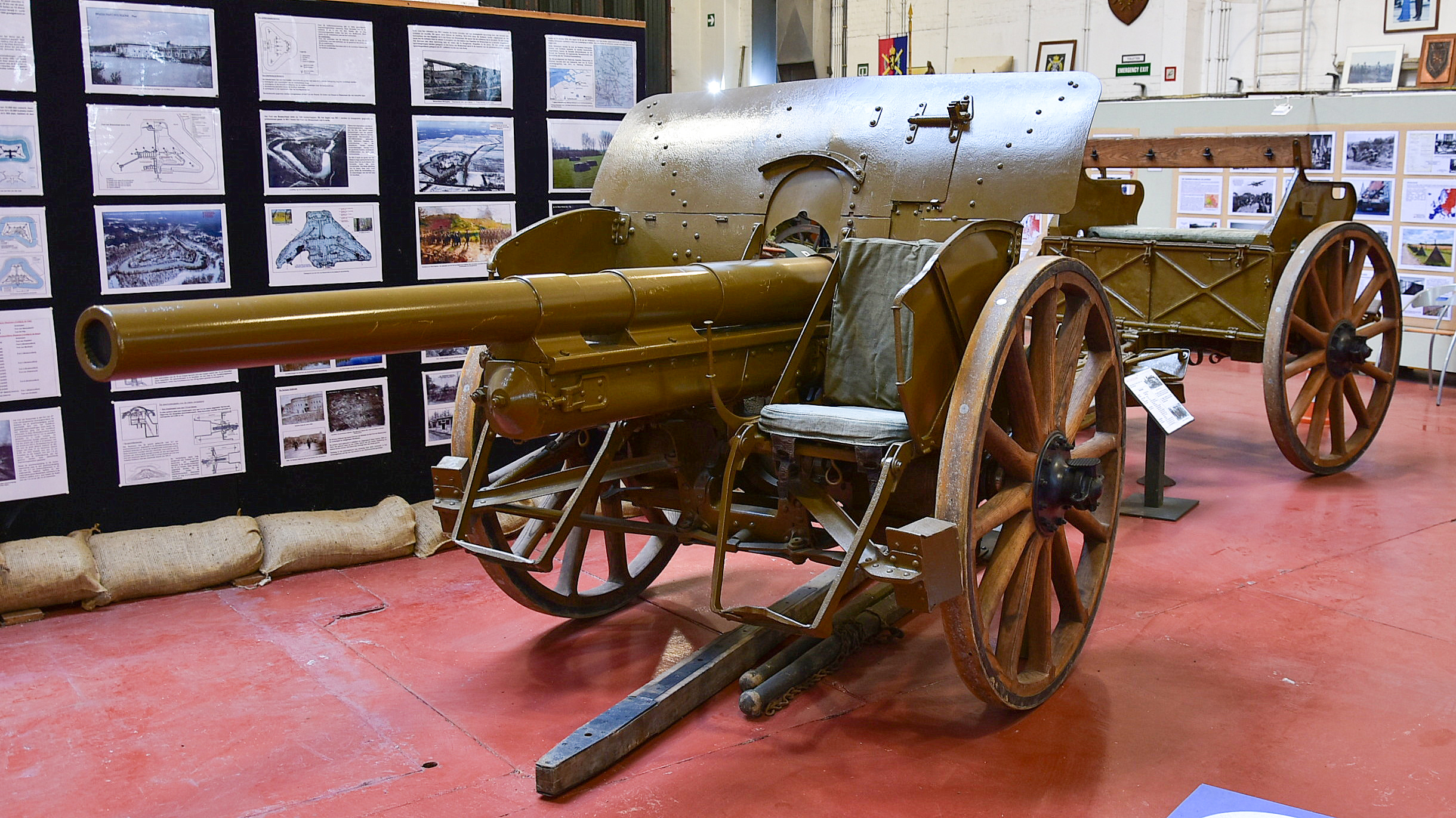
Kanon 75 mle TR (tir rapide)
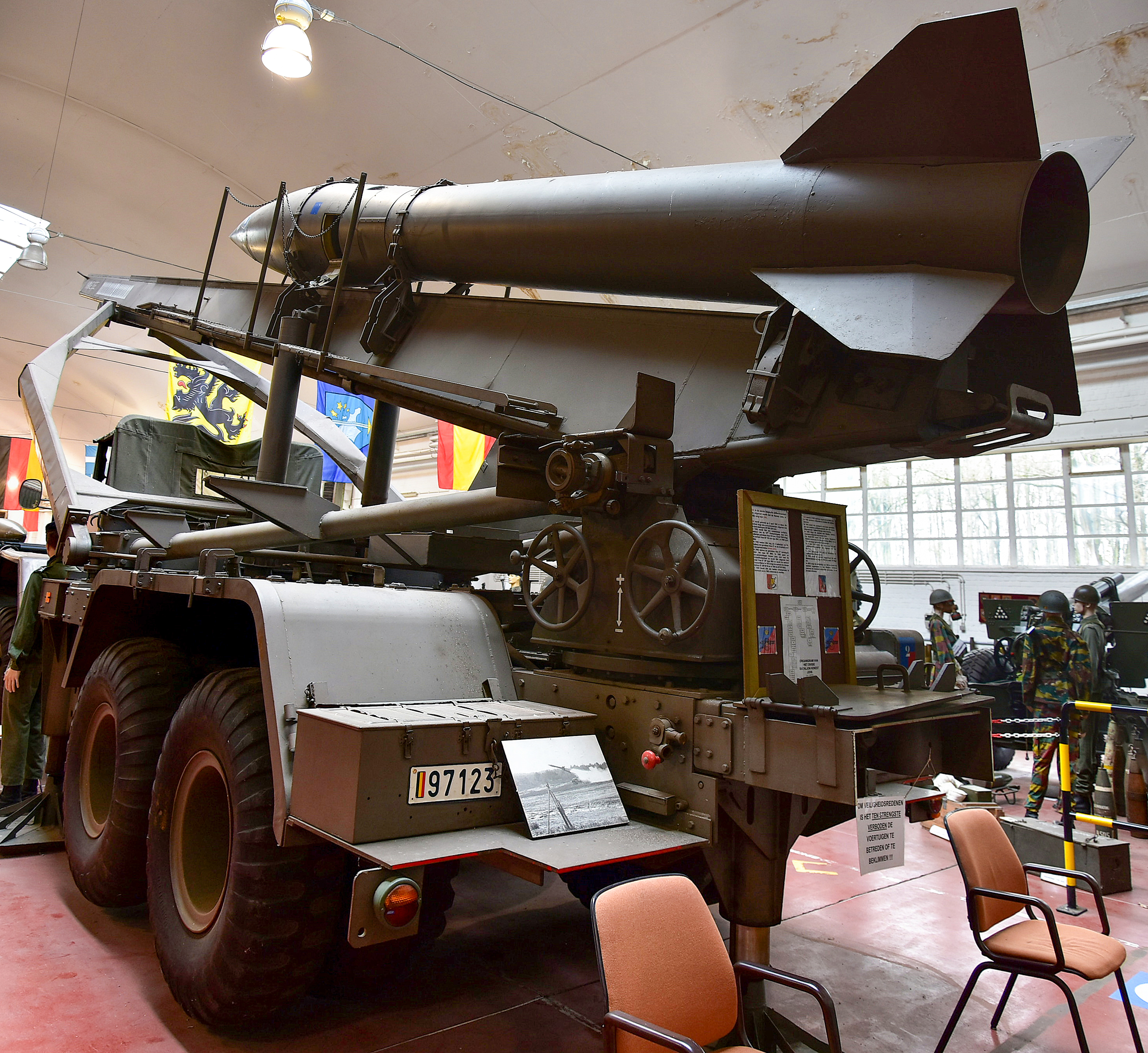
Honest John op voertuig International M62
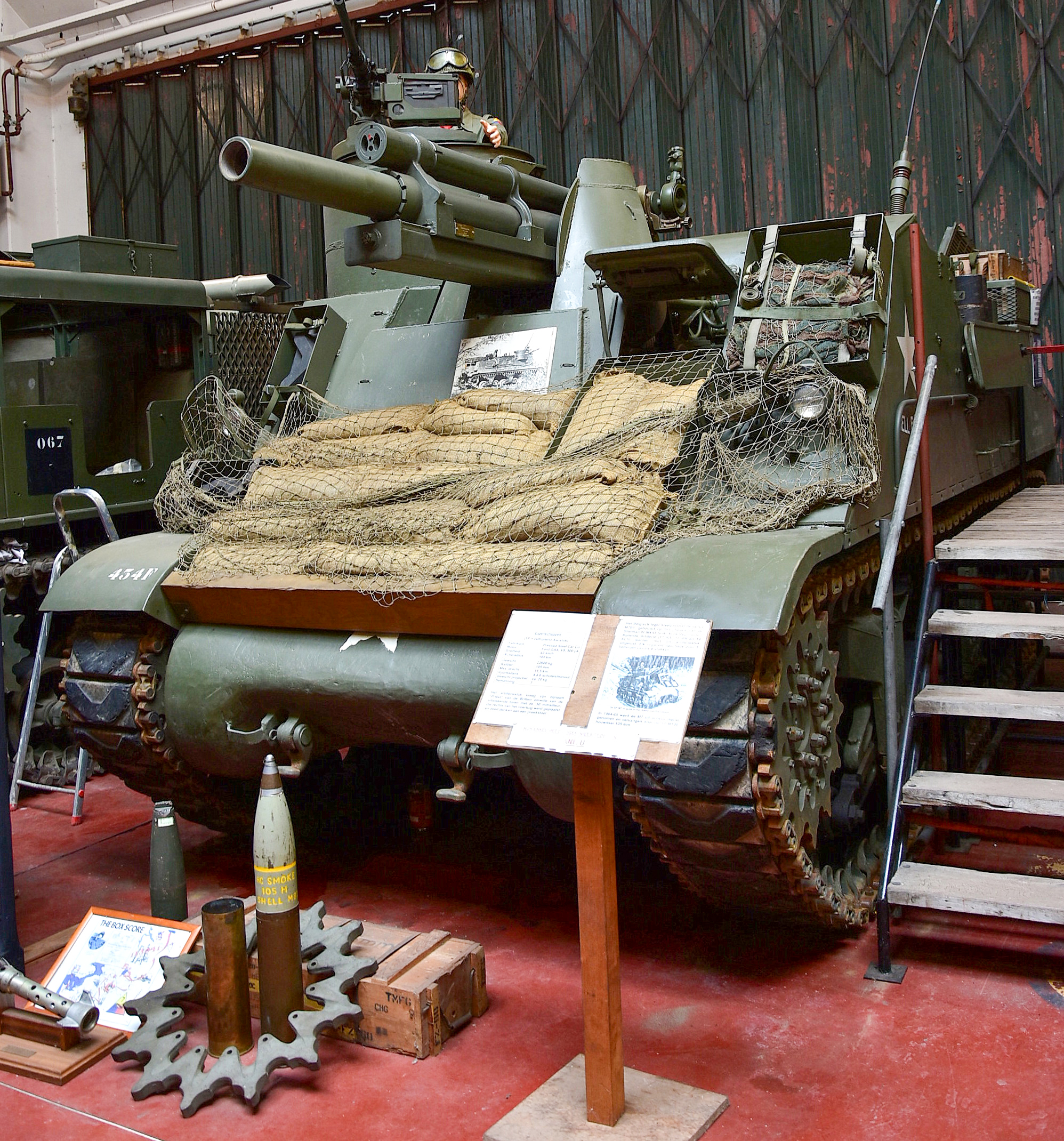
M7 Priest
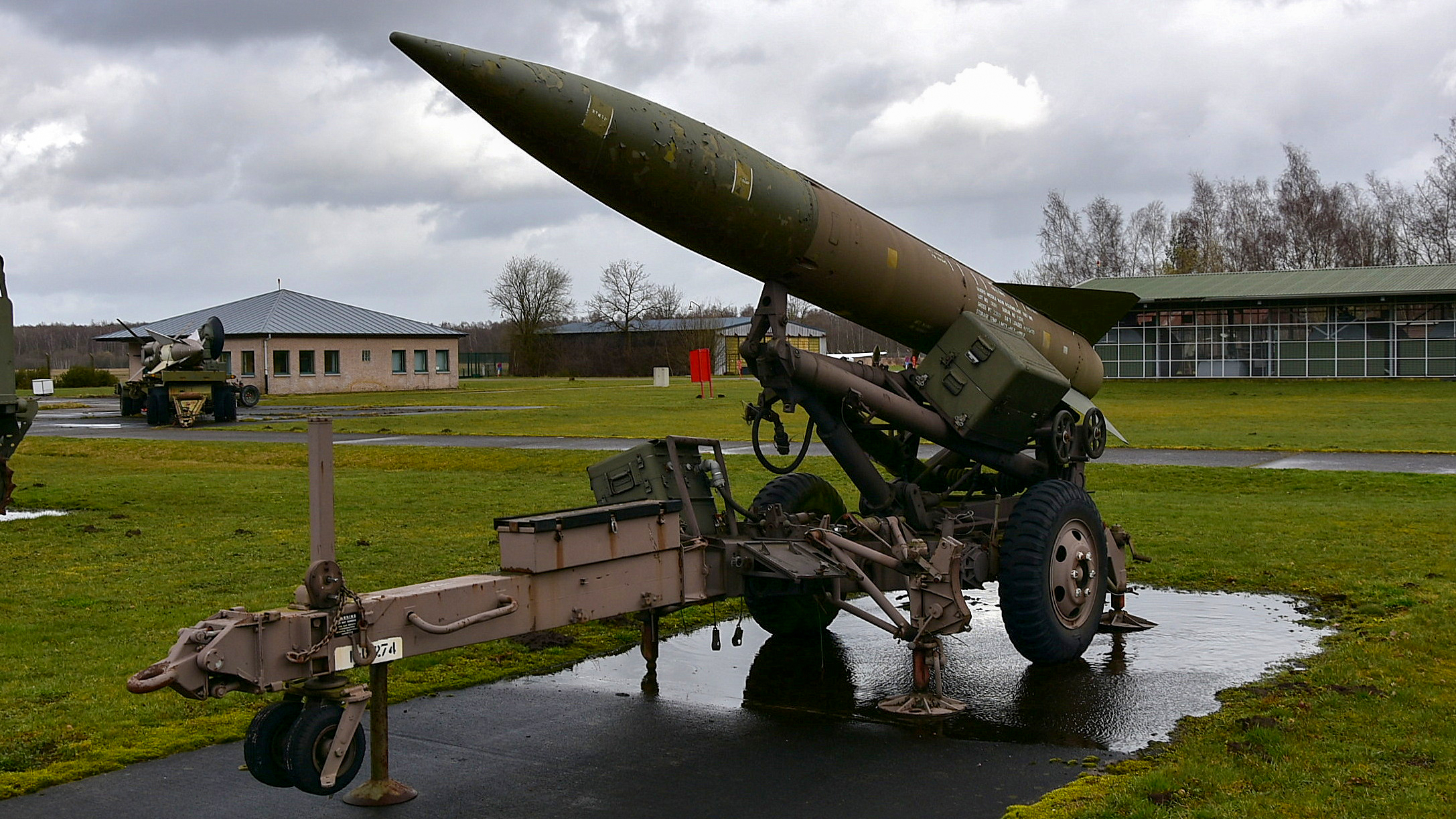
MGM-52 Lance
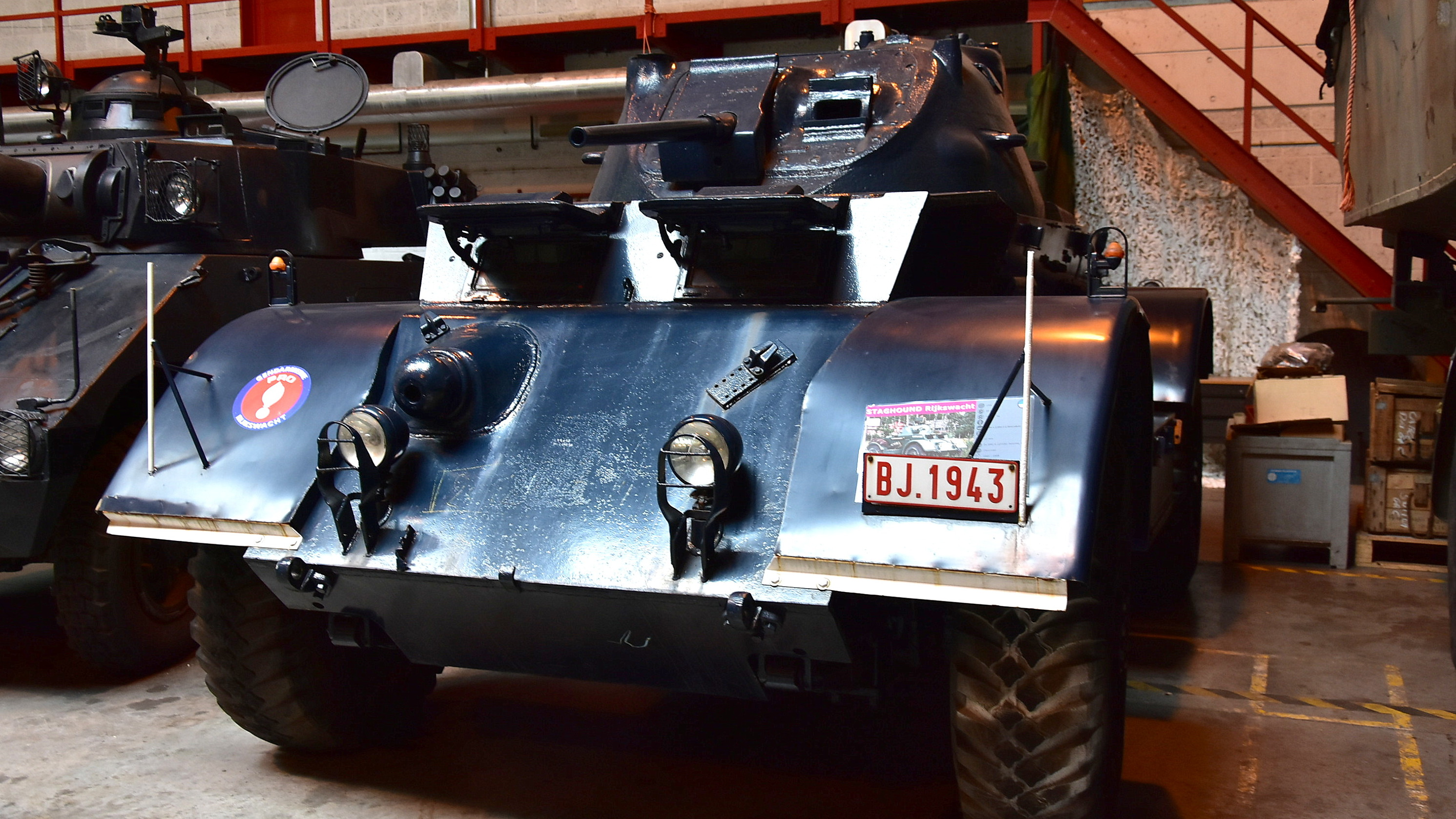
Staghound Armored Car